# شوكويبوكا أوناه
شوكويبوكا أوناه (مواليد 17 مايو 2000، لاعب كرة قدم نيجيري يجيد اللعب كظهير أيسر .

## مسيرة اللاعب
لعب سابقاً في نادي بلدية المحلة ونادي الحمام في دوري الدرجة الثانية المصري ونادي النصر الإماراتي و نادي العروبة ونادي مصفوت ونادي دبا الحصن.

## روابط خارجية
شوكويبوكا أوناه على موقع قاعدة بيانات كرة القدم.إي يو (الإنجليزية)